# Kozlovka (Saràtov)
Kozlovka - Козловка (rus) - és un poble de l'óblast de Saràtov, a Rússia, segons el cens del 2010 tenia 58 habitants. Pertany al districte municipal de Saràtov.